# ایر لیز
ایر لیز (انگلیسی: Air Lease) شرکت لیزینگ هواپیمای آمریکایی است، که در سال ۲۰۱۰ تأسیس شد.